# Marchemaisons

Marchemaisons este o comună în departamentul Orne, Franța. În 1 ianuarie 2022 avea o populație de 157 de locuitori.